# Дишина
Дишина (на чешки: Dýšina) е село и община в Чехия, Пилзенски край, окръг Пилзен-град. Според Чешката статистическа служба през 2015 г. общината има 1829 жители.